# Juan Garaizabal

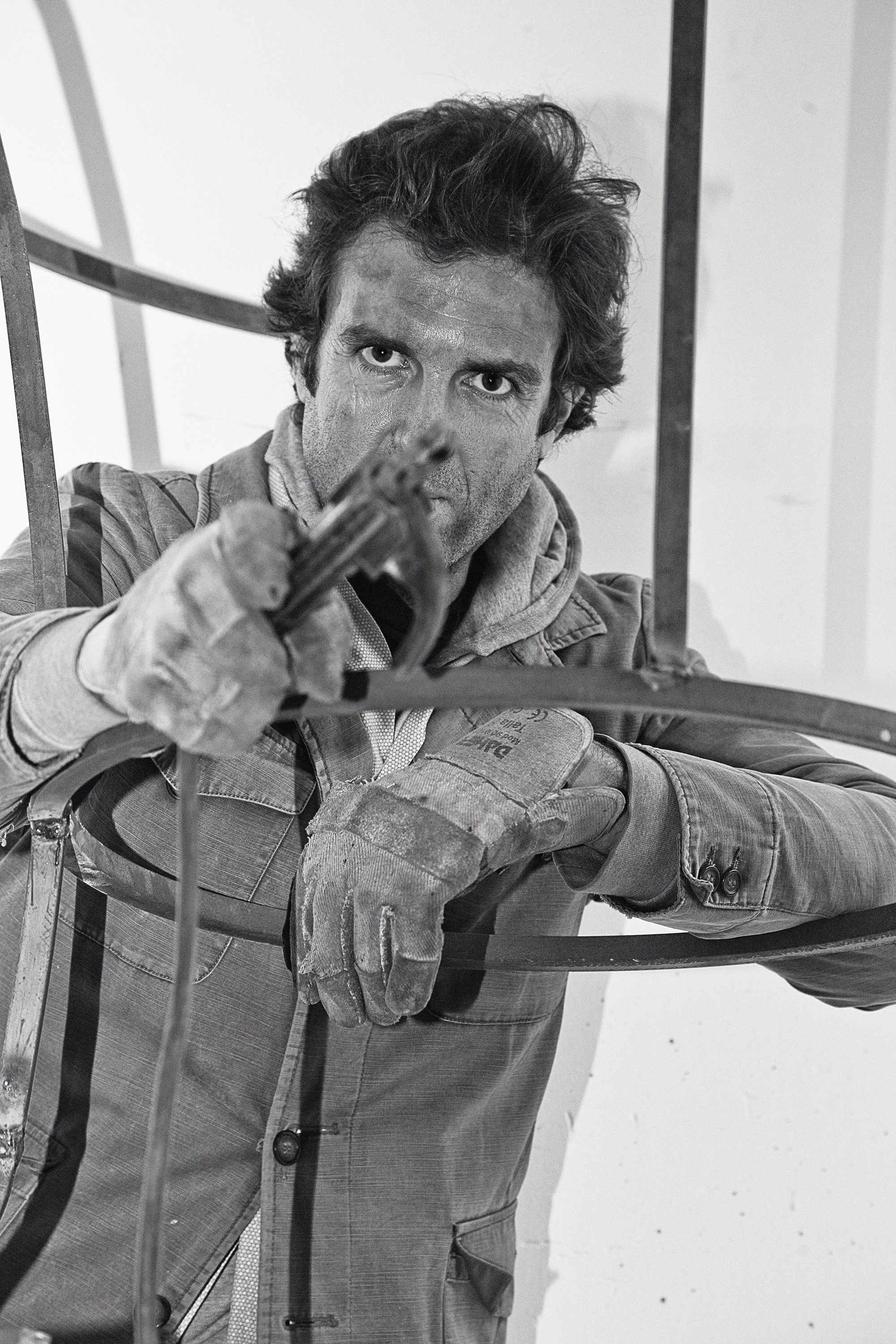
Garaizabal, Berlin (2018)

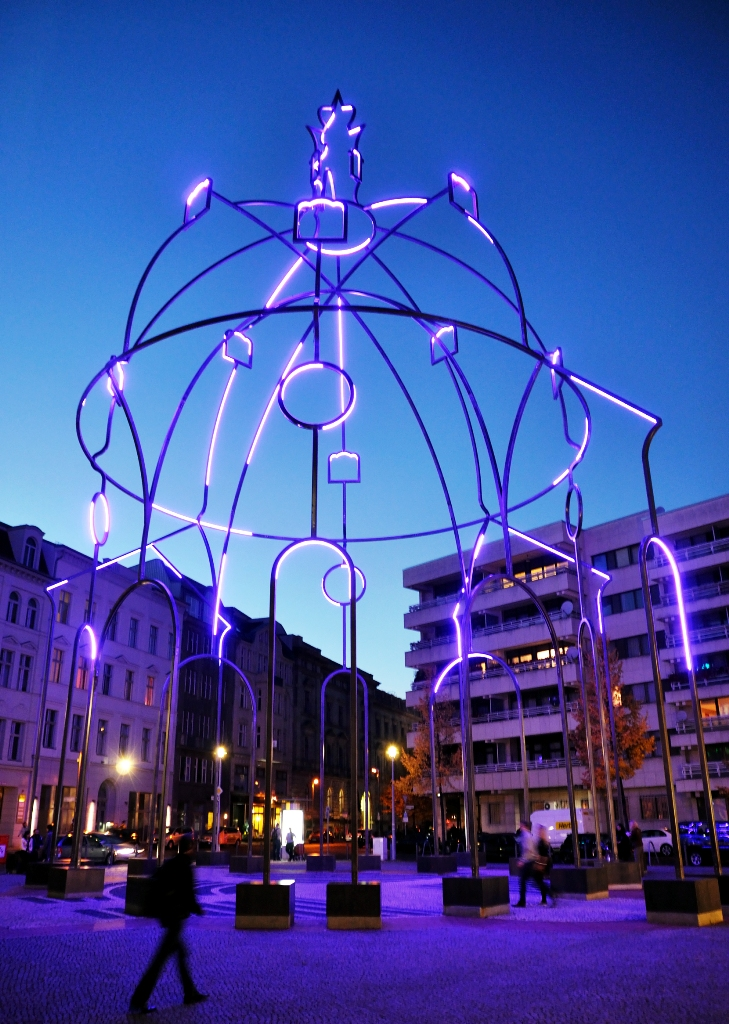
Memoria Urbana Berlin

Juan Garaizabal (* 1971 in Madrid, Spanien) ist ein Konzeptkünstler, Bildhauer und Graveur.
Der vielfältige Künstler hat sich unter anderem auch mit Zeichnungen, Videokunst, Licht- und Akustikanlagen beschäftigt.
Er ist international für seine öffentlichen, monumentalen Installationen bekannt.
Sein persönliches Projekt „Memorias Urbanas“ (Stadterinnerungen) verkörpert mit bildhauerischen Strukturen und Licht architektonisch verblassende Elemente und füllt historisch bedeutende Stellen in Großstädten.

## Laufbahn
Juan Garaizabal studierte Bildende Kunst auf dem IB67 in Madrid und absolvierte höhere Studien auf dem CESEM in Reims, Frankreich, in dem er seine anfänglichen Kreationen mit der Gestaltung von Räumen und Lofts kombinierte. Dabei sammelte er Erfahrungen mit verschiedenen Materialien.
Im Moment arbeitet er in Berlin und Madrid an einem konzeptionellen Eingriff in öffentlichen Räumen.
Ein Großteil seiner Werke fertigt er aus eigener Hand. Dabei verwendet er Eisen- und Stahlschmiedetechniken, Beleuchtungen, Holzarbeiten, Mauerwerke und Kunststoffe.

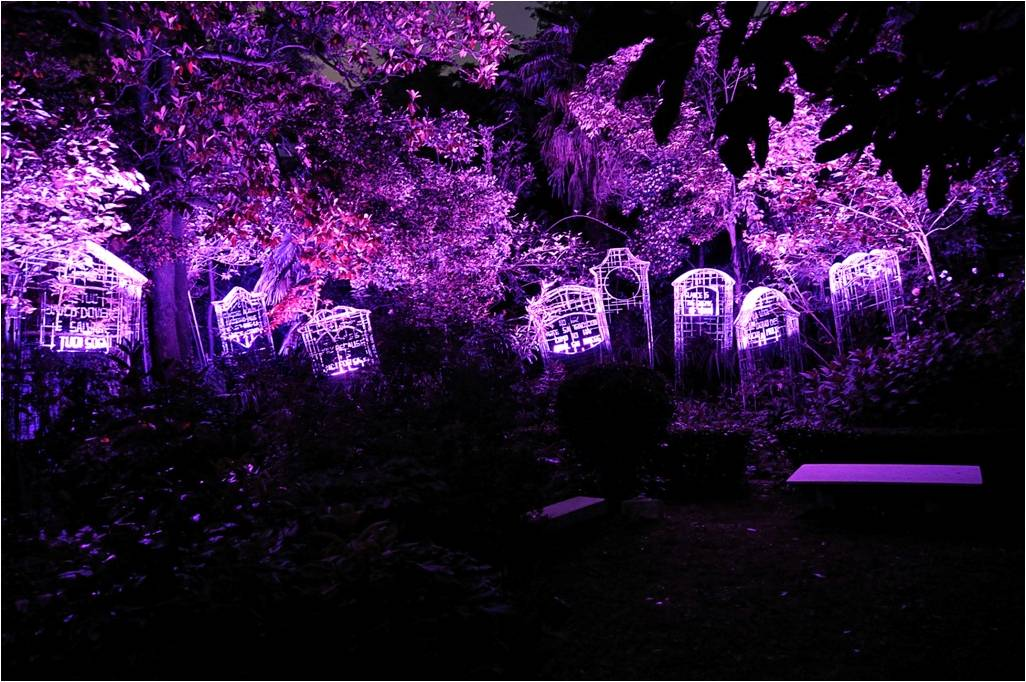
Juan Garaizabal Memoria del Giardino

## Veröffentlichte Arbeiten
Wichtigste öffentliche skulpturelle Anlagen:
- 2006: Bosque de Flores (Wald der Blumen), Valencia, Spanien
- 2007: Momoria Urbana Bukarest, Uranus Area, Noaptea Alba, Rumänien
- 2011: Archives Stairway, Connecticut, USA
- 2012: Memoria Urbana Berlin, Deutschland (Denkmal für die Bethlehemskirche in Berlin-Mitte)[3]
- 2013: Erinnerung an Giardino, Venedig, Italien, kuratiert von Barbara Rose[4]
- 2016: Memoria Urbana Miami; HavannasBalkon, Vereinigte Staaten.[5]
- 2018: Memoria Urbana Segovia Hay Festival
- 2020: Piedra Sobre Piedra, Toledo, Spanien
- 2020: Ever Time Gate, Shanghai, China
- 2021: Four Monumental Sculptures, Paris, Frankreich
- 2021: Fondation Prince Albert, Monaco
- 2021: Biennale de Sculpture, Saint-Paul-de-Vence, Frankreich
- 2023: Ever Time Balcony, Shanghai, China
- 2024: La Memoria del Vidrio, Valencia, Spanien
- 2024: Land of Dilmun and Door of Dilmun, Manama, Bahrain
- 2025: Memoria Urbana: Les Bains Napoléon, Biarritz, Frankreich

## Persönliches Leben
Zwischen 1998 und 2007 durchreiste er über verschiedene Stationen von Madrid bis nach Kapstadt den afrikanischen Kontinent.
Derzeit lebt und arbeitet er in Berlin und Madrid und bringt die temporären Werke für andere Projekte in Einklang.
Er ist Vater von zwei Töchtern.